# コヴァーチ・ゾルターン
コヴァーチ・ゾルターン（Kovács Zoltán 、1984年10月29日 - ）は、ハンガリー・メドジェシェジハーザ出身のプロサッカー選手。ポジションは、ゴールキーパー。